# Gaspar Békés

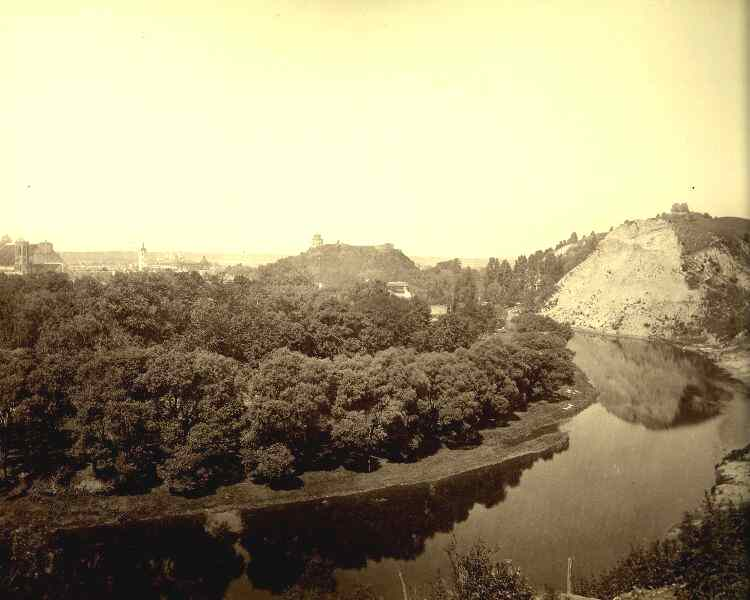
Restos de la Colina de Békés (a la derecha) antes de ser arrastrada por las aguas del río.

Gaspar Békés (en húngaro: Békés Gáspár) (1520 – 7 de noviembre de 1580) fue tesorero de Juan Segismundo Szapolyai, rey nominal de Hungría y príncipe de Transilvania. Békés llegó a ser favorito del rey, de quien obtuvo un poder considerable. En su testamento, Juan Segismundo, que no tuvo descendencia, le designó como su sucesor en el trono de Transilvania. Sin embargo, los nobles de la Dieta de Transilvania rechazaron esta designación y eligieron en su lugar a Esteban I Báthory.

## Biografía
Contando con el apoyo del emperador Maximiliano de Austria, Békés reunió un ejército y organizó una rebelión contra Báthory, pero fue derrotado. Békés perdió todas sus posesiones y se vio obligado a buscar refugio en Viena. Cuando la confederación polaco-lituana eligió a Enrique de Valois como rey, las hostilidades entre Maximiliano y Báthory llegaron a su fin y Békés viajó al Imperio otomano en busca de un nuevo aliado, aunque sin éxito. No obstante, volvió a albergar esperanzas cuando, en 1574, Enrique de Valois abdicó del trono polaco-lituano. Békés inició una nueva rebelión, pero sus fuerzas fueron derrotadas de nuevo en la batalla de Sinpaul, en 1575. Los partidarios de Békés sufrieron una represión brutal.
En 1575, Báthory fue elegido rey de la Mancomunidad polaco-lituana. El emperador Maximiliano falleció al año siguiente y Békés perdió toda esperanza de reclamar el trono de Transilvania, por lo que decidió reconciliarse con Báthory y convertirse en su leal aliado y consejero, a pesar de sus diferencias en materia de religión. Durante la rebelión de la ciudad de Gdansk, Békés dirigió las tropas húngaras enviadas para ayudar a Báthory a establecer su dominio sobre el territorio, y obtuvo especial reconocimiento por su defensa de Elbląg. Mientras se dirigía a Hrodna, Békés enfermó y murió unos días después. Su cadáver fue trasladado a Vilna para ser enterrado, pero no fue admitido en ninguno de los cementerios de la ciudad a causa de su fe unitaria. Finalmente fue enterrado en una colina, conocida posteriormente como "Colina de Békés". Su tumba estaba señalada por una torre octogonal de 20 metros de altura y 6 metros de diámetro, pero tanto la colina como la tumba fueron cubiertas por las aguas del río Vilnia a mediados del siglo XIX.